# Związek Socjalistycznych Republik Radzieckich na Letnich Igrzyskach Olimpijskich 1956
Związek Socjalistycznych Republik Radzieckich na Letnich Igrzyskach Olimpijskich 1956 reprezentowało 272 zawodników (233 mężczyzn i 39 kobiet). Był to drugi start reprezentacji ZSRR na letnich igrzyskach olimpijskich.

## Zdobyte medale
| Medal  | Zawodnik | Dyscyplina sportowa  | Konkurencja                          |
| ------ | --- | -------------------- | ------------------------------------ |
| Złoto  | Łarysa Łatynina | Gimnastyka           | skok kobiet                          |
| Złoto  | Łarysa Łatynina | Gimnastyka           | wielobój kobiet                      |
| Złoto  | Łarysa Łatynina | Gimnastyka           | ćwiczenia na podłodze kobiet         |
| Złoto  | Albert Azarian | Gimnastyka           | kółka mężczyzn                       |
| Złoto  | Wiktor Czukarin | Gimnastyka           | wielobój mężczyzn                    |
| Złoto  | Wiktor Czukarin | Gimnastyka           | poręcze mężczyzn                     |
| Złoto  | Walentin Muratow | Gimnastyka           | ćwiczenia na podłodze mężczyzn       |
| Złoto  | Walentin Muratow | Gimnastyka           | skok mężczyzn                        |
| Złoto  | Boris Szachlin | Gimnastyka           | koń z łęgami mężczyzn                |
| Złoto  | Wiktor Czukarin Jurij Titow Walentin Muratow Albert Azarian Boris Szachlin Pawieł Stołbow | Gimnastyka           | wielobój drużynowy mężczyzn          |
| Złoto  | Łarysa Łatynina Sofja Muratowa Tamara Manina Ludmiła Jegorowa Polina Astachowa Lidija Iwanowa | Gimnastyka           | wielobój drużynowy kobiet            |
| Złoto  | Wołodymyr Kuc | Lekkoatletyka        | 5000 m mężczyzn                      |
| Złoto  | Wołodymyr Kuc | Lekkoatletyka        | 10 000 m mężczyzn                    |
| Złoto  | Leonid Spirin | Lekkoatletyka        | chód na 20 km                        |
| Złoto  | Inese Jaunzeme | Lekkoatletyka        | rzut oszczepem kobiet                |
| Złoto  | Tamara Tyszkiewicz | Lekkoatletyka        | pchnięcie kulą kobiet                |
| Złoto  | Władimir Safronow | Boks                 | waga piórkowa                        |
| Złoto  | Wladimir Jengibarian | Boks                 | waga lekkopółśrednia                 |
| Złoto  | Giennadij Szatkow | Boks                 | waga średnia                         |
| Złoto  | Pawieł Charin Gracyan Botiew | Kajakarstwo          | C-2 10 000 m mężczyzn                |
| Złoto  | Jelizawieta Diemientjewa | Kajakarstwo          | K-1 500 m kobiet                     |
| Złoto  | Lew Jaszyn Nikołaj Tiszczenko Michaił Ogońkow Aleksiej Paramonow Anatolij Baszaszkin Igor Netto Boris Tatuszyn Anatolij Isajew Eduard Strielcow Walentin Iwanow Władimir Ryżkin Boris Kuzniecow Jożef Beca Siergiej Salnikow Boris Razinski Anatolij Maslonkin Anatolij Iljin Nikita Simonian | Piłka nożna          | mężczyźni                            |
| Złoto  | Igor Nowikow Iwan Dieriugin Aleksandr Tarasow | Pięciobój nowoczesny | drużynowo                            |
| Złoto  | Wiaczesław Iwanow | Wioślarstwo          | jedynka mężczyzn                     |
| Złoto  | Aleksandr Bierkutow Jurij Tiukałow | Wioślarstwo          | dwójka podwójna mężczyzn             |
| Złoto  | Wasilij Borisow | Strzelectwo          | Karabin dowolny 3 postawy 300 m      |
| Złoto  | Anatolij Bogdanow | Strzelectwo          | Karabin małokalibrowy 3 postawy 50 m |
| Złoto  | Witalij Romanenko | Strzelectwo          | Biegnący jeleń – 100 m               |
| Złoto  | Ihor Rybak | Podnoszenie ciężarów | waga lekka                           |
| Złoto  | Fiodor Bogdanowski | Podnoszenie ciężarów | waga średnia                         |
| Złoto  | Arkadij Worobjow | Podnoszenie ciężarów | waga półciężka                       |
| Złoto  | Mirian Całkałamanidze | Zapasy               | 52 kg styl wolny                     |
| Złoto  | Nikołaj Sołowjow | Zapasy               | 52 kg styl klasyczny                 |
| Złoto  | Konstantin Wyrupajew | Zapasy               | 57 kg styl klasyczny                 |
| Złoto  | Giwi Kartozia | Zapasy               | 79 kg styl klasyczny                 |
| Złoto  | Walentin Nikołajew | Zapasy               | 87 kg styl klasyczny                 |
| Złoto  | Anatolij Parfionow | Zapasy               | +87 kg styl klasyczny                |
| Srebro | Łarysa Łatynina | Gimnastyka sportowa  | poręcz kobiet                        |
| Srebro | Tamara Manina | Gimnastyka sportowa  | równoważnia                          |
| Srebro | Tamara Manina | Gimnastyka sportowa  | skok kobiet                          |
| Srebro | Wiktor Czukarin | Gimnastyka sportowa  | ćwiczenia na podłodze mężczyzn       |
| Srebro | Jurij Titow | Gimnastyka sportowa  | drążek mężczyzn                      |
| Srebro | Walentin Muratow | Gimnastyka sportowa  | kółka mężczyzn                       |
| Srebro | Antanas Mikėnas | Lekkoatletyka        | chód na 20 km                        |
| Srebro | Jewgienij Maskinskow | Lekkoatletyka        | chód na 50 km                        |
| Srebro | Irina Bieglakowa | Lekkoatletyka        | rzut dyskiem kobiet                  |
| Srebro | Michaił Kriwonosow | Lekkoatletyka        | rzut młotem mężczyzn                 |
| Srebro | Marija Pisariewa | Lekkoatletyka        | skok wzwyż kobiet                    |
| Srebro | Galina Zybina | Lekkoatletyka        | pchnięcie kulą kobiet                |
| Srebro | Łeonid Barteniew Jurij Konowałow Władimir Suchariew Boris Tokariew | Lekkoatletyka        | 4 × 100 m mężczyzn                   |
| Srebro | Valdis Muižnieks Maigonis Valdmanis Władimir Torban Stanislovas Stonkus Kazys Petkevičius Arkadij Boczkariow Jānis Krūmiņš Michaił Siemionow Algirdas Lauritėnas Jurij Ozierow Wiktor Zubkow Michaił Studieniecki                                                                             | Koszykówka           | mężczyźni                            |
| Srebro | Lew Muchin | Boks                 | waga ciężka                          |
| Srebro | Igor Pisariew | Kajakarstwo          | K-1 1000 m mężczyzn                  |
| Srebro | Pawieł Charin Gracyan Botiew | Kajakarstwo          | C-2 1000 m mężczyzn                  |
| Srebro | Mihhail Kaaleste Anatolij Diemitkow | Kajakarstwo          | K-2 1000 m mężczyzn                  |
| Srebro | Igor Bułdakow Wiktor Iwanow | Wioślarstwo          | dwójka bez sternika mężczyzn         |
| Srebro | Jewgienij Czerkasow | Strzelectwo          | Pistolet szybkostrzelny 25 m         |
| Srebro | Machmud Umarow | Strzelectwo          | Pistolet 50 m                        |
| Srebro | Wasilij Borisow | Strzelectwo          | Karabin małokalibrowy leżąc 50 m     |
| Srebro | Allan Erdman | Strzelectwo          | Karabin dowolny 3 postawy 300 m      |
| Srebro | Władimir Stogow | Podnoszenie ciężarów | waga kogucia                         |
| Srebro | Jewgienij Minajew | Podnoszenie ciężarów | waga piórkowa                        |
| Srebro | Rawil Chabutdinow | Podnoszenie ciężarów | waga lekka                           |
| Srebro | Vasilijs Stepanovs | Podnoszenie ciężarów | waga lekkociężka                     |
| Srebro | Borys Kulajew | Zapasy               | 87 kg styl wolny                     |
| Srebro | Władimir Maniejew | Zapasy               | 73 kg styl klasyczny                 |
| Brąz   | Jurij Titow | Gimnastyka sportowa  | wielobój mężczyzn                    |
| Brąz   | Jurij Titow | Gimnastyka sportowa  | skok mężczyzn                        |
| Brąz   | Wiktor Czukarin | Gimnastyka sportowa  | koń z łęgami mężczyzn                |
| Brąz   | Sofja Muratowa | Gimnastyka sportowa  | wielobój kobiet                      |
| Brąz   | Sofja Muratowa | Gimnastyka sportowa  | poręcz kobiet                        |
| Brąz   | Łarysa Łatynina Sofja Muratowa Tamara Manina Ludmiła Jegorowa Polina Astachowa Lidija Iwanowa | Gimnastyka sportowa  | wielobój drużynowy kobiet            |
| Brąz   | Bruno Junk | Lekkoatletyka        | chód na 20 km                        |
| Brąz   | Ardalion Ignatjew | Lekkoatletyka        | 400 m mężczyzn                       |
| Brąz   | Wasilij Kuzniecow | Lekkoatletyka        | dziesięciobój                        |
| Brąz   | Nina Ponomariowa | Lekkoatletyka        | rzut dyskiem kobiet                  |
| Brąz   | Anatolij Samocwietow | Lekkoatletyka        | rzut młotem mężczyzn                 |
| Brąz   | Igor Kaszkarow | Lekkoatletyka        | skok wzwyż mężczyzn                  |
| Brąz   | Wiktor Cybułenko | Lekkoatletyka        | rzut oszczepem mężczyzn              |
| Brąz   | Nadieżda Koniajewa | Lekkoatletyka        | rzut oszczepem kobiet                |
| Brąz   | Nadieżda Chnykina-Dwaliszwili | Lekkoatletyka        | skok w dal kobiet                    |
| Brąz   | Witold Kriejer | Lekkoatletyka        | trójskok mężczyzn                    |
| Brąz   | Anatolij Łagietko | Boks                 | waga lekka                           |
| Brąz   | Romualdas Murauskas | Boks                 | waga półciężka                       |
| Brąz   | Giennadij Bucharin | Kajakarstwo          | C-1 1000 m mężczyzn                  |
| Brąz   | Giennadij Bucharin | Kajakarstwo          | C-1 10 000 m mężczyzn                |
| Brąz   | Lew Kuzniecow | Szermierka           | szabla mężczyzn                      |
| Brąz   | Jakow Rylski Dawid Tyszler Lew Kuzniecow Jewgienij Czeriepowski Leonid Bogdanow | Szermierka           | szpada drużynow mężczyzn             |
| Brąz   | Ihor Jemczuk Heorhij Żylin Władimir Pietrow | Wioślarstwo          | dwójka ze sternikiem mężczyzn        |
| Brąz   | Władimir Siewriugin | Strzelectwo          | Biegnący jeleń – 100 m               |
| Brąz   | Charis Juniczew | Pływanie             | 200 m stylem grzbietowym mężczyzn    |
| Brąz   | Witalij Sorokin Władimir Strużanow Giennadij Nikołajew Boris Nikitin | Pływanie             | 4 × 100 m stylem dowolnym mężczyzn   |
| Brąz   | Boris Gojchman Walentin Prokopow Jurij Szlapin Wiaczesław Kuriennoj Piotr Brieus Petre Mszwenieradze Boris Markarow Michaił Ryżak Wiktor Agiejew Nodar Gwacharia | Piłka wodna          | mężczyźni                            |
| Brąz   | Michaił Szachow | Zapasy               | 57 kg styl wolny                     |
| Brąz   | Alimbieg Biestajew | Zapasy               | 67 kg styl wolny                     |
| Brąz   | Wachtang Balawadze | Zapasy               | 73 kg styl wolny                     |
| Brąz   | Georgij Szirtladze | Zapasy               | 79 kg styl wolny                     |
| Brąz   | Roman Dżeneladze | Zapasy               | 62 kg styl klasyczny                 |

## Skład kadry

### Boks
Waga musza
- Władimir Stolnikow – ćwierćfinały

Waga kogucia
- Boris Stiepanow – 2. runda

Waga piórkowa
- Władimir Safronow – złoty medal

Waga lekka
- Anatolij Łagietko – brązowy medal

Waga lekkopółśrednia
- Wladimir Jengibarian – złoty medal

Waga półśrednia
- Eduard Borisow – 2. runda

Waga lekkośrednia
- Riczard Karpow – 2. runda

Waga średnia
- Giennadij Szatkow – złoty medal

Waga półciężka
- Romualdas Murauskas – brązowy medal

Waga ciężka
- Lew Muchin – złoty medal

### Gimnastyka

#### Mężczyźni
Wielobój indywidualnie
- Wiktor Czukarin – złoty medal
- Jurij Titow – brązowy medal
- Walentin Muratow – 5. miejsce
- Albert Azarian – 7. miejsce
- Boris Szachlin – 8. miejsce
- Pawieł Stołbow – 14. miejsce

Wielobój drużynowo
- Wiktor Czukarin, Jurij Titow, Walentin Muratow, Albert Azarian, Boris Szachlin, Pawieł Stołbow – złoty medal

Ćwiczenia wolne
- Walentin Muratow – złoty medal
- Wiktor Czukarin – srebrny medal
- Jurij Titow – 5. miejsce
- Pawieł Stołbow – 16. miejsce
- Boris Szachlin – 28. miejsce
- Albert Azarian – 40. miejsce

Skok
- Walentin Muratow – złoty medal
- Jurij Titow – brązowy medal
- Boris Szachlin – 4. miejsce
- Wiktor Czukarin – 7. miejsce
- Albert Azarian – 11. miejsce
- Pawieł Stołbow – 28. miejsce

Poręcze
- Wiktor Czukarin – złoty medal
- Albert Azarian – 5. miejsce
- Jurij Titow – 8. miejsce
- Boris Szachlin – 8. miejsce
- Walentin Muratow – 16. miejsce
- Pawieł Stołbow – 41. miejsce

Drążek
- Jurij Titow – srebrny medal
- Wiktor Czukarin – 4. miejsce
- Pawieł Stołbow – 4. miejsce
- Albert Azarian – 8. miejsce
- Boris Szachlin – 13. miejsce
- Walentin Muratow – 25. miejsce

Kółka
- Albert Azarian – złoty medal
- Walentin Muratow – srebrny medal
- Wiktor Czukarin – 7. miejsce
- Jurij Titow – 10. miejsce
- Pawieł Stołbow – 12. miejsce
- Boris Szachlin – 15. miejsce

Koń z łęgami 
- Boris Szachlin – złoty medal
- Wiktor Czukarin – brązowy medal
- Jurij Titow – 5. miejsce
- Pawieł Stołbow – 7. miejsce
- Walentin Muratow – 9. miejsce
- Albert Azarian – 12. miejsce

#### Kobiety
Wielobój indywidualnie
- Łarysa Łatynina – złoty medal
- Sofja Muratowa – brązowy medal
- Tamara Manina – 6. miejsce
- Ludmiła Jegorowa – 10. miejsce
- Polina Astachowa – 17. miejsce
- Lidija Iwanowa – 21. miejsce

Wielobój drużynowo
- Łarysa Łatynina, Sofja Muratowa, Tamara Manina, Ludmiła Jegorowa, Polina Astachowa, Lidija Iwanowa – złoty medal

Ćwiczenia wolne
- Łarysa Łatynina – złoty medal
- Sofja Muratowa – 4. miejsce
- Tamara Manina – 9. miejsce
- Ludmiła Jegorowa – 9. miejsce
- Lidija Iwanowa – 11. miejsce
- Polina Astachowa – 13. miejsce

Skok
- Łarysa Łatynina – złoty medal
- Tamara Manina – srebrny medal
- Sofja Muratowa – 5. miejsce
- Ludmiła Jegorowa – 9. miejsce
- Polina Astachowa – 50. miejsce
- Lidija Iwanowa – 56. miejsce

Poręcze
- Łarysa Łatynina – srebrny medal
- Sofja Muratowa – brązowy medal
- Polina Astachowa – 9. miejsce
- Tamara Manina – 16. miejsce
- Lidija Iwanowa – 18. miejsce
- Ludmiła Jegorowa – 24. miejsce

Równoważnia
- Tamara Manina – srebrny medal
- Łarysa Łatynina – 4. miejsce
- Ludmiła Jegorowa – 7. miejsce
- Sofja Muratowa – 10. miejsce
- Polina Astachowa – 13. miejsce
- Lidija Iwanowa – 21. miejsce

### Kajakarstwo

#### Mężczyźni
K-1 1000 m
- Igor Pisariew – srebrny medal

K-2 1000 m
- Mihhail Kaaleste, Anatolij Diemitkow – srebrny medal

K-1 10 000 m
- Igor Pisariew – 5. miejsce

K-2 10 000 m
- Jewhen Jacynenko, Siergiej Klimow – 5. miejsce

C-1 1000 m
- Giennadij Bucharin – brązowy medal

C-2 1000 m
- Pawieł Charin, Gracyan Botiew – srebrny medal

C-1 10 000 m
- Giennadij Bucharin – brązowy medal

C-2 10 000 m
- Pawieł Charin, Gracyan Botiew – złoty medal

#### Kobiety
K-1 500 m
- Jelizawieta Diemientjewa – złoty medal

### Kolarstwo
Wyścig ze startu wspólnego
- Anatolij Czerepowycz – 15. miejsce
- Mykoła Kołumbet – 16. miejsce
- Wiktor Kapitonow – 32. miejsce
- Wiktor Wierszynin – 35. miejsce

Drużynowa jazda na czas
- Anatolij Czerepowycz, Mykoła Kołumbet, Wiktor Kapitonow, Wiktor Wierszynin – 6. miejsce

Sprint
- Boris Romanow – 5. miejsce

1 km
- Boris Sawostin – 5. miejsce

Tandemy
- Rostisław Wargaszkin, Władimir Leonow – 9. miejsce

Wyścig drużynowy na dochodzenie 
- Wiktor Iljin, Wołodymyr Mitin, Rostisław Cziżykow, Eduard Gusiew – 5. miejsce

### Koszykówka
Mężczyźni
- Valdis Muižnieks, Maigonis Valdmanis, Władimir Torban, Stanislovas Stonkus, Kazys Petkevičius, Arkadij Boczkariow, Jānis Krūmiņš, Michaił Siemionow, Algirdas Lauritėnas, Jurij Ozierow, Wiktor Zubkow, Michaił Studieniecki – brązowy medal

### Lekkoatletyka

#### Mężczyźni
100 m
- Jurij Konowałow — odpadł w eliminacjach
- Boris Tokariew — odpadł w eliminacjach
- Łeonid Barteniew — odpadł w eliminacjach

200 m
- Boris Tokariew — 5. miejsce
- Łeonid Barteniew — odpadł w eliminacjach
- Jurij Konowałow — odpadł w eliminacjach

400 m
- Ardalion Ignatjew — brązowy medal
- Konstantin Graczow — odpadł w eliminacjach
- Jurij Baszłykow — DNS

1500 m
- Jewgienij Sokołow — odpadł w eliminacjach
- Siergiej Suchanow — odpadł w eliminacjach
- Jonas Pipynė — odpadł w eliminacjach

5000 m
- Wołodymyr Kuc — złoty medal
- Piotr Bołotnikow — 9. miejsce
- Iwan Czerniawski — 10. miejsce

10 000 m
- Wołodymyr Kuc — złoty medal
- Iwan Czerniawski — 6. miejsce
- Piotr Bołotnikow — 16. miejsce

Maraton
- Iwan Filin — 7. miejsce
- Boris Griszajew — DNF
- Albiert Iwanow — DNF

110 m przez płotki
- Boris Stolarow — 6. miejsce
- Anatolij Michajłow — odpadł w eliminacjach

400 m przez płotki
- Jurij Litujew — 4. miejsce
- Anatolij Julin — odpadł w eliminacjach
- Igor Iljin — DNS

3000 m przez przeszkody
- Siemion Rżyszczyn — 5. miejsce
- Wasilij Własienko — odpadł w eliminacjach
- Jewgienij Kadiajkin — odpadł w eliminacjach

4 × 100 m
- Łeonid Barteniew, Boris Tokariew, Jurij Konowałow, Władimir Suchariew — srebrny medal

4 × 400 m
- Konstantin Graczow, Jurij Litujew, Anatolij Julin, Ardalion Ignatjew — odpadli w eliminacjach

Chód na 20 km
- Leonid Spirin — złoty medal
- Antanas Mikėnas — srebrny medal
- Bruno Junk — brązowy medal

Chód na 50 km
- Jewgienij Maskinskow — srebrny medal
- Grigorij Klimow — DNF
- Michaił Ławrow — DNF

Skok wzywż
- Igor Kaszkarow — brązowy medal
- Wołodymyr Sitkin — 6. miejsce
- Władimir Polakow — NM

Skoko o tyczce
- Władimir Bułatow — 9. miejsce
- Anatolij Pietrow — 11. miejsce
- Witalij Cziernobaj — 13. miejsce

Skok w dal
- Dmytro Bondarenko — 4. miejsce
- Oleg Fiedosiejew — 8. miejsce
- Igor Ter-Owanesian — odpadł w eliminacjach

Trójskok
- Witold Kriejer — brązowy medal
- Leonid Szczerbakow — 6. miejsce
- Jewgienij Czen — DNS

Pchnięcie kulą
- Boris Bielajew — 5. miejsce
- Władimir Łoszcziłow — 13. miejsce
- Wartan Owsepian — odpadł w eliminacjach

Rzut dyskiem
- Oto Grigalka — 5. miejsce
- Boris Matwiejew — 9. miejsce
- Kim Buchancow — 12. miejsce

Rzut młotem
- Michaił Kriwonosow — srebrny medal
- Anatolij Samocwietow — brązowy medal
- Dmytro Jehorow — 7. miejsce

Rzut oszczepem
- Wiktor Cybułenko — brązowy medal
- Aleksandr Gorszkow — 8. miejsce
- Władimir Kuzniecow — 12. miejsce

Dziesięciobój
- Wasilij Kuzniecow — brązowy medal
- Uno Palu — 4. miejsce
- Jurij Kutenko — DNF

#### Kobiety
100 m
- Galina Popowa — odpadła w eliminacjach
- Wira Krepkina — odpadła w eliminacjach
- Galina Riezczikowa — odpadła w eliminacjach

200 m
- Marija Itkina — odpadła w eliminacjach
- Wiera Jugowa — odpadła w eliminacjach
- Olga Koszelewa — odpadła w eliminacjach

80 m przez płotki
- Galina Bystrowa — 4. miejsce
- Maria Gołubnicza — 5. miejsce
- Nilija Kułakowa — odpadła w eliminacjach

4 × 100 m
- Wira Krepkina, Galina Riezczikowa, Marija Itkina, Irina Boczkariowa — 4. miejsce

Skok wzywż
- Marija Pisariewa — srebrny medal
- Walentina Bałłod — 11. miejsce

Skok w dal
- Nadieżda Chnykina-Dwaliszwili — brązowy medal
- Walentina Szaprunowa — 6. miejsce
- Galina Popowa — odpadła w eliminacjach

Pchnięcie kulą
- Tamara Tyszkiewicz — złoty medal
- Galina Zybina — srebrny medal
- Zinaida Dojnikowa — 4. miejsce

Rzut dyskiem
- Irina Bieglakowa — srebrny medal
- Nina Ponomariowa — brązowy medal
- Albina Jelkina — 5. miejsce

Rzut oszczepem
- Inese Jaunzeme — złoty medal
- Nadieżda Koniajewa — brązowy medal

### Pięciobój nowoczesny
Indywidualnie
- Igor Nowikow – 4. miejsce
- Aleksandr Tarasow – 8. miejsce
- Iwan Dieriugin – 9. miejsce

Drużynowo
- Igor Nowikow, Iwan Dieriugin, Aleksandr Tarasow – złoty medal

### Piłka nożna
Turniej mężczyzn
- Lew Jaszyn, Nikołaj Tiszczenko, Michaił Ogońkow, Aleksiej Paramonow, Anatolij Baszaszkin, Igor Netto, Boris Tatuszyn, Anatolij Isajew, Eduard Strielcow, Walentin Iwanow, Władimir Ryżkin, Boris Kuzniecow, Jożef Beca, Siergiej Salnikow, Boris Razinski, Anatolij Maslonkin, Anatolij Iljin, Nikita Simonian – złoty medal

### Piłka wodna
Turniej mężczyzn
- Boris Gojchman, Walentin Prokopow, Jurij Szlapin, Wiaczesław Kuriennoj, Piotr Brieus, Petre Mszwenieradze, Boris Markarow, Michaił Ryżak, Wiktor Agiejew, Nodar Gwacharia – brązowy medal

### Pływanie

#### Mężczyźni
100 m stylem dowolnym
- Witalij Sorokin – 12. miejsce
- Lew Bałandin – 21. miejsce

400 m stylem dowolnym
- Boris Nikitin – 16. miejsce

1500 m stylem dowolnym
- Giennadij Androsow – 16. miejsce

4 × 200 m stylem dowolnym
- Witalij Sorokin, Władimir Strużanow, Giennadij Nikołajew, Boris Nikitin – brązowy medal

200 m stylem klasycznym
- Charis Juniczew – brązowy medal
- Ihor Zaseda – 5. miejsce
- Farid Dosajew – 10. miejsce

#### Kobiety
100 m stylem grzbietowym
- Ludmyła Klipowa – 14. miejsce

### Podnoszenie ciężarów
- Władimir Stogow – srebrny medal, waga kogucia
- Jewgienij Minajew – srebrny medal, waga piórkowa
- Ihor Rybak – złoty medal, waga lekka
- Rawil Chabutdinow – srebrny medal, waga lekka
- Fiodor Bogdanowski – złoty medal, waga średnia
- Vasilijs Stepanovs – srebrny medal, waga lekkociężka
- Arkadij Worobjow – złoty medal, waga półciężka

### Skoki do wody

#### Mężczyźni
Trampolina 3 m
- Giennadij Udałow – 5. miejsce
- Roman Brener – 6. miejsce
- Jurij Kasakow – 9. miejsce

Wieża 10 m
- Roman Brener – 5. miejsce
- Michaił Czaczba – 8. miejsce
- Giennadij Gałkin – 13. miejsce

#### Kobiety
Trampolina 3 m
- Walentina Czumiczewa – 5. miejsce
- Niniel Krutowa – 10. miejsce
- Zoja Bluwas – 11. miejsce

Wieża 10 m
- Tatjana Karakaszjanc – 5. miejsce
- Lubow Żygałowa – 6. miejsce
- Raisa Gorochowska – 9. miejsce

### Strzelectwo
Pistolet szybkostrzelny 25 m
- Jewgienij Czerkasow – srebrny medal
- Wasilij Sorokin – 24. miejsce

Pistolet 50 m
- Machmud Umarow – srebrny medal
- Anton Jasynśkyj – 5. miejsce

Karabin dowolny 3 postawy 300 m
- Anatolij Bogdanow – złoty medal
- Wasilij Borisow – 4. miejsce

Karabin małokalibrowy leżąc 50 m
- Wasilij Borisow – srebrny medal
- Anatolij Bogdanow – 29. miejsce

Biegnący jeleń – 100 m
- Witalij Romanenko – złoty medal
- Władimir Siewriugin – brązowy medal

Trap
- Nikołaj Mogilewski – 4. miejsce
- Jurij Nikandrow – 5. miejsce

### Szermierka

#### Mężczyźni
Floret
- Mark Midler – 7. miejsce
- Jurij Rudow – odpadł w eliminacjach
- Jurij Osipow – odpadł w eliminacjach

Floret drużynowo
- Jurij Rudow, Jurij Osipow, Mark Midler, Aleksandr Owsiankin, Wiktor Żdanowicz, Jurij Iwanow – 5. miejsce

Szpada
- Arnold Czernuszewicz – odpadł w eliminacjach
- Rewaz Cirekidze – odpadł w eliminacjach
- Juozas Udras – odpadł w eliminacjach

Szpada drużynowo
- Arnold Czernuszewicz, Walentin Czernikow, Lew Sajczuk, Rewaz Cirekidze, Juozas Udras, Walentin Wdowiczenko – 5. miejsce

Szabla
- Lew Kuzniecow – brązowy medal
- Jewgienij Czeriepowski – odpadł w eliminacjach
- Jakow Rylski – odpadł w eliminacjach

Szabla drużynowo
- Lew Kuzniecow, Jakow Rylski, Jewgienij Czeriepowski, Dawid Tyszler, Leonid Bogdanow – brązowy medal

#### Kobiety
Floret
- Emma Jefimowa – odpadła w eliminacjach
- Walentina Rastworowa – odpadła w eliminacjach
- Nadieżda Szytikowa – odpadła w eliminacjach

### Wioślarstwo
Jedynka mężczyzn
- Wiaczesław Iwanow – złoty medal

Dwójka podwójna mężczyzn
- Aleksandr Bierkutow, Jurij Tiukałow – złoty medal

Dwójka bez sternika mężczyzn
- Igor Bułdakow, Wiktor Iwanow – srebrny medal

Dwójka ze sternikiem mężczyzn
- Ihor Jemczuk, Heorhij Żylin, Władimir Pietrow – brązowy medal

czwórka bez sternika mężczyzn
- Leonid Zacharow, Aleksandr Szeff, Nikołaj Karasiow, Igor Iwanow – odpadli w eliminacjach

czwórka ze sternikiem mężczyzn
- Andriej Archipow, Jurij Popow, Walentin Zanin, Jarosław Czerstwyj, Anatolij Fietisow – odpadli w eliminacjach

ósemka mężczyzn
- Erniest Wierbin, Boris Fiodorow, Sława Amiragow, Leonid Gissien, Jewgienij Samsonow, Anatolij Antonow, Gieorgij Guszczenko, Władimir Kriukow, Władimir Pietrow – odpadli w eliminacjach

### Zapasy
- Nikołaj Sołowjow – złoty medal, 52 kg styl klasyczny
- Konstantin Wyrupajew – złoty medal, 57 kg styl klasyczny
- Roman Dżeneladze – brązowy medal, 62 kg styl klasyczny
- Władimir Rosin – odpadł w eliminacjach, 67 kg styl klasyczny
- Władimir Maniejew – srebrny medal, 73 kg styl klasyczny
- Giwi Kartozia – złoty medal, 79 kg styl klasyczny
- Walentin Nikołajew – złoty medal, 87 kg styl klasyczny
- Anatolij Parfionow – srebrny medal, +87 kg styl klasyczny

- Mirian Całkałamanidze – złoty medal, 52 kg styl wolny
- Michaił Szachow – brązowy medal, 57 kg styl wolny
- Linar Salimullin – 6. miejsce, 62 kg styl wolny
- Alimbieg Biestajew – brązowy medal, 67 kg styl wolny
- Wachtang Balawadze – brązowy medal, 73 kg styl wolny
- Georgij Szirtladze – brązowy medal, 79 kg styl wolny
- Borys Kulajew – srebrny medal, 87 kg styl wolny
- Iwan Wychrystiuk – 6. miejsce, +87 kg styl wolny

### Żeglarstwo
Klasa Finn
- Jurij Szawrin – 12. miejsce

Klasa Star
- Timir Piniegin, Fiodor Szutkow – 8. miejsce

Klasa Dragon
- Iwan Matwiejew, Andriej Mazowka, Piotr Tołstichin – 11. miejsce

Klasa Sharpie
- Boris Iljin, Aleksandr Czumakow – 7. miejsce

Klasa 5,5 m
- Konstantin Aleksandrow, Konstantin Mielgunow, Lew Aleksiejew – 8. miejsce